# Салано (Маса-Карара)
Салано је насеље у Италији у округу Маса-Карара, региону Тоскана.
Према процени из 2011. у насељу је живело 1 становника. Насеље се налази на надморској висини од 466 м.